# 크리스티안 메이에르
크리스티안 디트리크 메이에르 센데르(스페인어: Christian Dietrich Meier Zender, 1970년 6월 23일~)는 페루의 배우, 가수이다.

## 개인사
어머니인 글라디스 센데르는 모델로 1957년 미스 페루, 미스 유니버스에 올랐다.

## 출연 작품
- 마가야네스 (2014)
- 워쳐스 대습격 3 (1994)